# Pischoi
Der Heilige Pischoi (koptisch Ⲁⲃⲃⲁ Ⲡⲓϣⲱⲓ Abba Pišoi und griechisch Όσιος Παΐσιος ο Μέγας; * 320 n. Chr. in Shansa (Ägypten); † 15. Juli 417 n. Chr., Antinoupolis) in der koptisch-orthodoxen Kirche von Alexandria auch als „Stern der Wüste“ und als „Geliebter unseres Guten Heilands“ bekannt, war ein ägyptischer Wüstenvater. Er soll Jesus Christus gesehen haben und sein Leichnam soll sich im St.-Pischoi-Kloster im Natrontal befinden. Er wird von den orientalisch-orthodoxen Kirchen und den Byzantinisch-orthodoxen Kirchen verehrt. Letztere kennen ihn unter der griechischen Version seines Namens, Passios. Er ist nicht zu verwechseln mit dem Ägypter Pishay.

## Leben
Der Heilige Pischoi wurde 320 nach Christus im Dorf Shansa (auch Shensha oder Shesna genannt) im heutigen ägyptischen Regierungsbezirk Al Minufiyah geboren. Er war der jüngste von sieben Brüdern und er war schwach und zerbrechlich. Seine Mutter sah einen Engel in einer Vision, der sie darum bat, eines ihrer Kinder Gott zu geben, und meinte damit Pischoi. Die wollte eines ihrer stärkeren Kinder hergeben, aber der Engel bestand auf Pischoi.
Im Alter von zwanzig ging Pischoi in die Sketische Wüste und wurde ein Mönch unter dem Altvater Poimen, der auch den Heiligen Johann den Zwerg zum Mönch geweiht hat. Nach Poimens Tod wurde Pischoi von einem Engel zu der Stätte des heutigen St.-Pischoi-Kloster geleitet, wo er als Einsiedler lebte. Er wurde der spirituelle Vater vieler Mönche, die sich um ihn scharten. Er wurde für seine Liebe, Weisheit, Einfalt und Güte sowie für sein extrem enthaltsames Leben berühmt. Er war auch dafür bekannt, Abgeschiedenheit und Stille zu lieben. Seine Enthaltsamkeit war streng, er band sogar seine Haare und Hände mit einem Seil an der Decke fest, um während seiner Nachtgebete dem Schlaf zu widerstehen. Seine Enthaltsamkeit machte ihn so berühmt, dass er von dem Heiligen Ephraim dem Syrier besucht wurde.
Die Kopten glauben, dass Pischoi Jesus Christus mehrere Male gesehen hat. Einmal bat ihn ein alter Mönch, ihm beim Bergsteigen zu helfen, daher trug Pischoi ihn auf seinen Schultern und fand heraus, dass es sich bei dem alten Mönch um Jesus handelte. Letzterer erzählte ihm, dass wegen des Ausmaßes an Liebe sein Körper nicht verwesen werde. Die Kopten glauben außerdem, dass Pischoi die Füße von Jesus gewaschen hat, als er ihn als armen Freund besucht hat.
Pischoi soll auch Jesus in seinem Kloster gesehen haben. Als Pischois Glaubensbrüder erfuhren, dass Jesus kommen sollte, versammelten sie sich in der Hoffnung, ihn zu sehen. Zuvor hatte ein alter Mann sie gebeten, ihm auf seinem Weg zu helfen, aber sie hatten ihn ignoriert. Als Pischoi den alten Mann sah, half er ihm in sein Zimmer. Gewohnheitsmäßig wusch er dem Mann die Füße, daraufhin gab er sich als Jesus zu erkennen.
Pischoi wurde als Verteidiger der Orthodoxie gegen ketzerische Lehren bekannt. Nachdem er von einem Einsiedlermönch auf dem Berg Ansena gehört hatte, der lehrte, dass es keinen heiligen Geist gäbe, ging Pischoi zu ihm mit einem gewobenen Korb mit drei Griffen. Als der alte Mann ihn frage, warum der Korb drei Griffe habe, antwortete Pischoi: „Ich habe eine Dreifaltigkeit und alles, was ich mache, ist wie die Dreifaltigkeit.“ Nach einer langen Auseinandersetzung mit den Schriften, dem Alten und dem Neuen Testament, kehrte der alte Mönch zur Orthodoxie zurück.
Der Heilige Pischoi hat außerdem den Titel Perfekter Mann.

## Tod und Relikte
Als 407/408 n. Chr. die Berber in die Sketische Wüste eindrangen, flüchtete Pischoi und lebte in den Bergen bei Ansena. In dieser Zeit traf er den Heiligen Paul von Tamma in Antinoupolis und die beiden wurden sehr enge Freunde. Als er sich bei Ansena befand, baute er das St.-Pischoi-Kloster in Dair al-Berscha. Pischoi verstarb am 15. Juli 417 n. Chr.
Am 13. Dezember 841 n. Chr. (4. Koiak) erfüllte Papst Joseph I. von Alexandria den Wunsch des Heiligen Pischoi und ließ seinen Leichnam, sowie den des Heiligen Paul von Tamma, in das St.-Pischoi-Kloster in der Sketischen Wüste bringen. Es wird erzählt, dass sie zunächst nur den Leichnam des Heiligen Pischoi transportieren wollten, aber nachdem sie diesen auf ein Boot auf dem Nil gebracht hatten, fuhr das Boot nicht los, bis sie auch den Leichnam des Heiligen Paul von Tamma auf das Boot brachten. Heute befinden sich beide Leichname in der Hauptkirche des koptisch-orthodoxen St.-Pischoi-Kloster in der Nitrianwüste. Augenzeugen berichten, dass der Leichnam des Heiligen Pischoi angeblich nicht verwest ist.

## Nach dem Heiligen Pischoi benannte Klöster
Es gibt zurzeit drei Klöster, die nach dem Heiligen Pischoi benannt wurden:
- Das St.-Pischoi-Kloster in der Sketischen Wüste in Ägypten
- Das St.-Pischoi-Kloster in Dair al-Berscha
- Das St.-Pischoi-Kloster bei Armant